# Lawrence Lambe
Lawrence Morris Lambe (27. srpna 1863 Montréal – 12. března 1919 Ottawa) byl kanadský geolog a paleontolog z Kanadské geologické služby (GSC). Díky výzkumům tohoto aktivního badatele prosluly svrchnokřídové uloženiny v kanadské Albertě. Lambe proslul především svými objevy mezi lety 1897 a 1919, mezi kterými nechyběli dinosauři rodů Centrosaurus, Monoclonius, Chasmosaurus (jako Eoceratops), Euoplocephalus, Gorgosaurus, Edmontosaurus, Panoplosaurus nebo Gryposaurus. Díky těmto objevům zahájil Lambe tzv. "Zlatý věk dinosaurů" v provincii Alberta. Jako výraz uznání byl po něm v roce 1923 pojmenován hadrosaurid Lambeosaurus.
Lambe pochopitelně neobjevil jen četné fosilie dinosaurů, nýbrž také prehistorických krokodýlů, bezobratlých a hmyzu. Jeho nejslavnější objevy jsou však dinosauří fosilie z období pozdní křídy, včetně jedněch z nejstarších známých rohatých dinosaurů (ceratopsidů).